# Milan Kotur
Milan Kotur (Pakrac, 15. travnja 1986.), hrvatski atletičar, europski juniorski prvak iz 2005 godine.
Karijeru započeo u JAK Jasenovac, a od 2009. član je AK Agram. Glavna disciplina mu je 400 m prepone. 
Do sada je nastupao na:
- EYOF-u (2003. – 2. mjesto),
- Svjetskom juniorskom prvenstvu (2004.),
- Europskom juniorskom prvenstvu (2005. – 1. mjesto),
- Mediteranskim igrama (2005.),
- Europskom prvenstvu u Göteborgu (2006.) i
- Europskom prvenstvu za mlađe seniore (3. mjesto - 2007).

Radi ozljeda dvije godine nije se natjecao. Po povratku, postao je seniorski prvak Hrvatske na 400 m.

## Vanjske poveznice
- AK Agram - Milan Kotur[neaktivna poveznica]